# Џексон (Тенеси)
Џексон (енгл. Jackson) град је у америчкој савезној држави Тенеси.

## Демографија
По попису из 2010. године број становника је 65.211, што је 5.568 (9,3%) становника више него 2000. године.
| Група             | 2000.          | 2010.          |
| Белци             | 32.317 (54,2%) | 31.192 (47,8%) |
| Афроамериканци    | 25.091 (42,1%) | 29.802 (45,7%) |
| Азијати           | 470 (0,8%)     | 757 (1,2%)     |
| Хиспаноамериканци | 1.289 (2,2%)   | 2.592 (4,0%)   |
| Укупно            | 59.643         | 65.211         |